# دانشگاه مهندسی و فناوری مهران

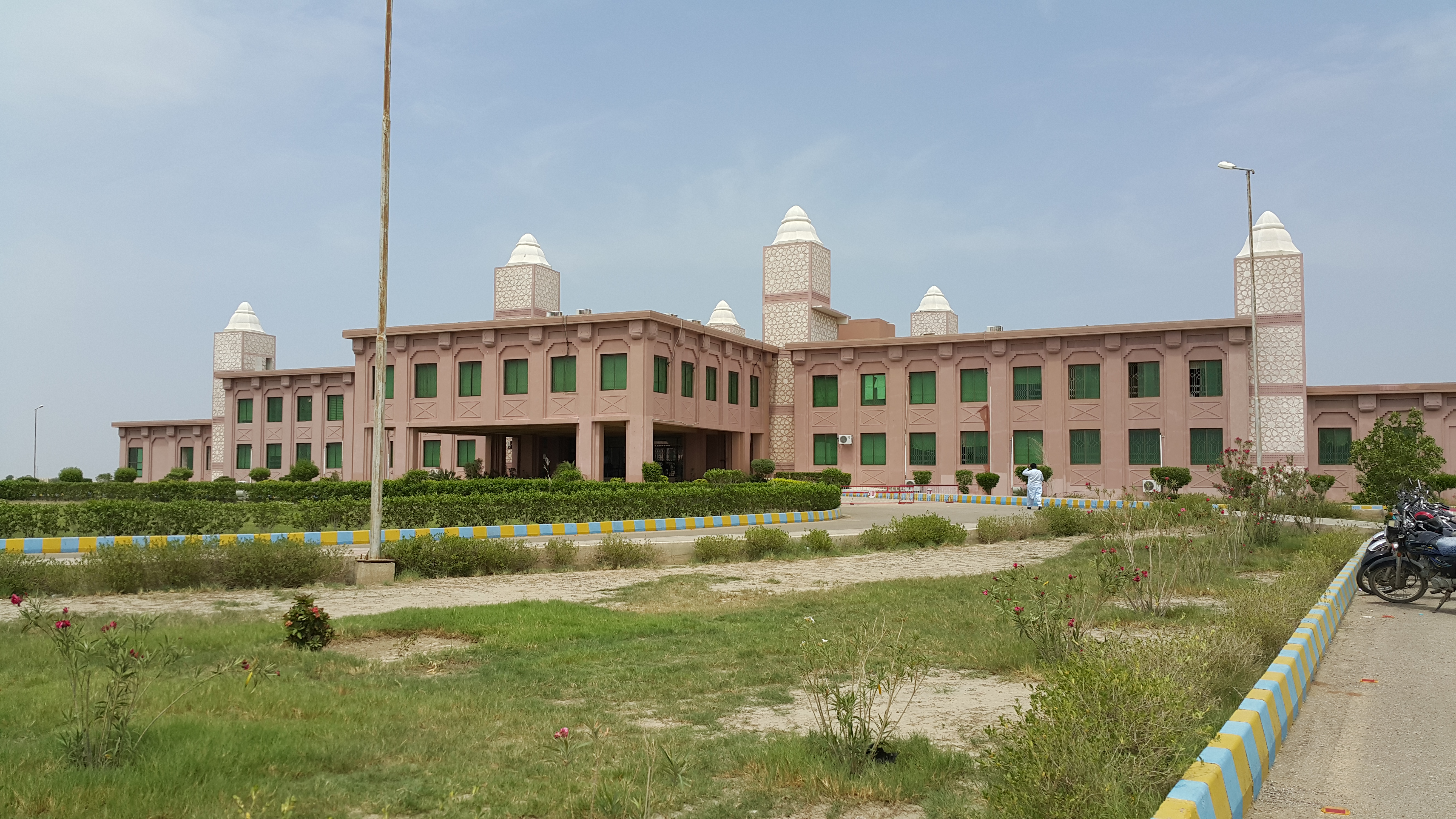
ساختمان مدیریت دانشگاه MUET

دانشگاه مهندسی و فناوری مهران (که اغلب به عنوان دانشگاه مهران یا MUET شناخته می‌شود) یک دانشگاه تحقیقاتی عمومی واقع در جمشورو، سند، پاکستان است که بر آموزش STEM تمرکز دارد
این دانشگاه در جولای ۱۹۷۶، به عنوان دانشگاهی از دانشگاه سند، و یک سال بعد به عنوان یک دانشگاه مستقل تأسیس شده‌است. این دانشگاه در مقام ششم در بخش مهندسی موسسات آموزش عالی و رتبه پنجم رتبه موسسات آموزش عالی پاکستان در سال ۲۰۱۶ قرار دارد.

## تاریخچه

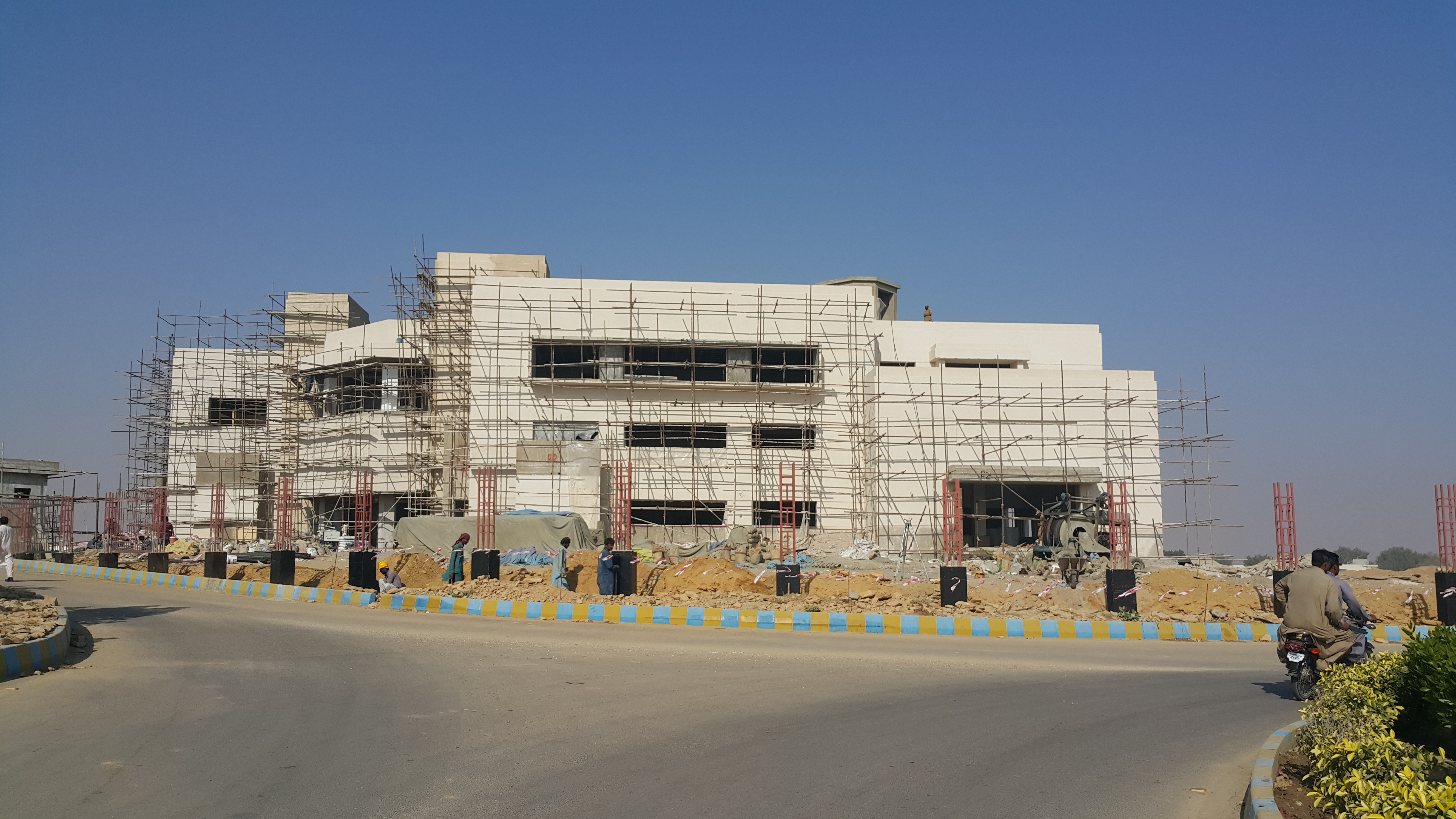
مرکز مطالعات پیشرفته در حوزه آب در حال ساخت. در حاضر به تکمیل شده‌است.

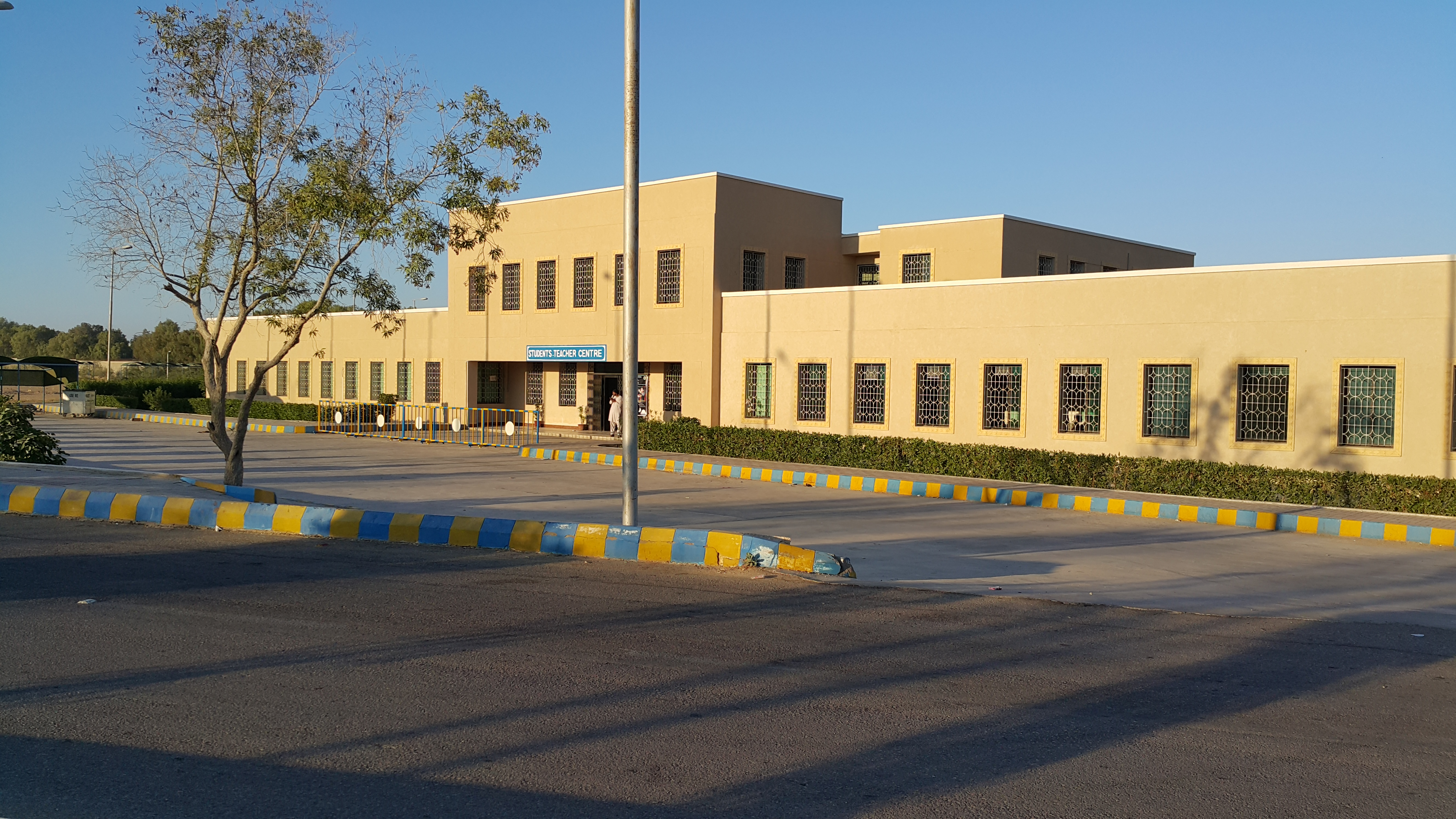
MUET به معلمین دانشجویان غذاخوری سایر دفاتر مربوط به دانشجویان و دفاتر پیشخوان دربردارد.

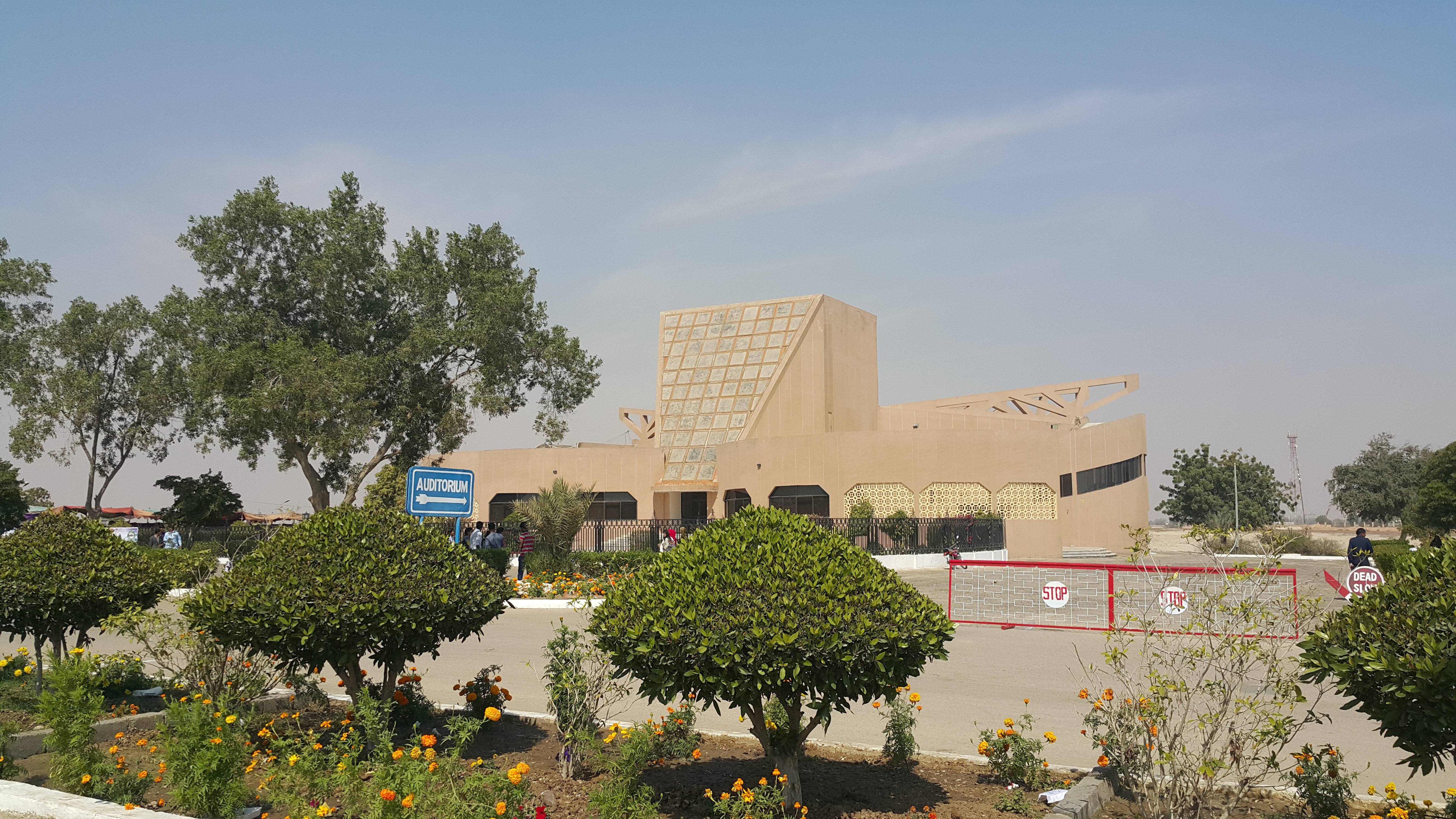
سالن MUET

این دانشگاه، تأسیس شده در سال ۱۹۶۳ در پاسخ مستقیم به صنعتی سازی به عنوان کالج مهندسی دانشگاه سند، به دانشگاه سند (est 1951) در جامشورو تا سال ۱۹۷۳ زمانی که منشور "دانشگاه مهندسی" تحت عنوان "دانشگاه مهندسی و فناوری مهران تدوین شد، وابسته بود. اولین گروه MUET در ژانویه سال ۱۹۷۴ با حضور ۴۵۰ دانشجو در زمینه‌های مهندسی عمران، مهندسی مکانیک، برق، الکترونیک، متالورژی، شیمی و صنعت به اجرا درآمد.
ابتدا کلاس‌ها در کالج دولتی فناوری، با دانشجویانی که در خوابگاه‌های کالج زندگی می‌کردند (بعضی از کلاس‌ها به خوابگاه مسکونی تبدیل شدند) آغاز شد. بعضی از دانش آموزان در خانه‌های خصوصی را در ناحیه نوابشا برای دو سال زندگی می‌کردند تا بلوک‌های در مجاورت کالج ساخته شدند. خوابگاه‌های قابل توجهی در این منطقه شامل خانه سوکور، خانه مارووارا و خانه عرب (که اردن، فلسطین و برخی دیگر دانشجویان خارجی ماندند).
با القای دسته سوم در سال ۱۹۷۶، دانش آموزان گروه اول به جمشورو منتقل شدند تا سال سوم و سال آخر تحصیلات مهندسی خود را تکمیل کنند. این امر عمدتاً به دلیل وجود آزمایشگاه‌های خوب و مجهز و اعضای هیئت علمی بسیار متخصص در دانشگاه MUET Jamshoro و همچنین کمبود فضا برای کلاس‌های آموزشی و آزمایشگاه‌ها در نوابشا بود؛ از آنجائیکه تعداد دانشجویان تا زمانیکه گروه سوم پذیرفته شد، ۱۵۰۰ نفر افزایش یافت. همین کار را برای سایر گروه‌های خردسال که سال دوم مهندسی خود را در MUET، نوابشا گذراندند، ادامه دادند و به ترم پنجم (سال سوم)
این مدرسه از سال ۲۰۱۳ تاکنون تحت کمیته آموزش عالی پاکستان (HEC) در میان ده مؤسسه آموزش عالی پاکستان قرار دارد. این دانشگاه در مقطع کارشناسی، تحصیلات تکمیلی و دکتری در زمینه مهندسی، مدیریت کسب و کار و صنعتی، علوم انسانی، فلسفه و هنرهای زیبا ارائه می‌دهد. علاوه بر این، آن را به عنوان داشتن فرآیندهای کسب و کار سازگار با ISO 9000 گواهی شده‌است. این دانشگاه همچنین عضو انجمن دانشگاه‌های مشترک المنافع انگلستان است.

## دانشگاهیان

### مطالعات کارشناسی

#### دانشکده فنی و مهندسی
- مهندسی شیمی
- مهندسی صنایع|مهندسی صنایع و مدیریت
- مهندسی مکانیک
- مهندسی مکاترونیک
- متالورژی و مهندسی مواد
- مهندسی معدن
- مهندسی نفت|نفت و گاز مهندسی
- رشته مهندسی نساجی

#### دانشکده برق و الکترونیک و کامپیوتر مهندسی سیستم (FEECE)
- مهندسی پزشکی
- سیستم‌های کامپیوتری مهندسی
- مهندسی برق
- مهندسی الکترونیک
- مؤسسه اطلاعات و ارتباطات
- مهندسی نرم‌افزار
- مهندسی مخابرات

#### دانشکده مهندسی معماری و مهندسی عمران
- معماری
- شهر و برنامه‌ریزی منطقه ای
- مهندسی عمران
- مؤسسه مهندسی محیط زیست و مدیریت
- مؤسسه منابع آب مهندسی و مدیریت

#### دانشکده علوم پایه
- علوم پایه و مطالعات مرتبط
- زبان انگلیسی در مرکز توسعه
- مهران دانشگاه مؤسسه علم، تکنولوژی و توسعه

### تحصیلات تکمیلی
دوره‌های کارشناسی ارشد آغاز شد در سال ۱۹۷۸ منجر به M. E. درجه در ابتدا در سه شاخه است. در حال حاضر دوره‌های ارائه شده در زمینه‌های تخصصی عبارتند از:
- انرژی و مهندسی محیط زیست
- مکاترونیک
- الکترونیک صنعتی
- مهندسی معدن
- مهندسی صنایع و مدیریت
- سیستم‌های ارتباطی و شبکه‌های
- الکترونیک مهندسی سیستم
- پزشکی از راه دور و سلامت الکترونیک سیستم
- فناوری اطلاعات
- علوم کامپیوتر و فناوری اطلاعات
- مهندسی نرم‌افزار
- مهندسی سازه
- بهداشت عمومی و مهندسی
- مخابرات و مهندسی کنترل
- مهندسی ساخت و تولید
- برق، مهندسی قدرت
- مهندسی شیمی
- مهندسی حمل و نقل
- آبیاری و زهکشی مهندسی
- مهندسی محیط زیست و مدیریت
- Geo-فنی مهندسی
- علم مواد و مهندسی
- مهندسی سیستم‌های انرژی

بعضی از دوره‌ها در تمام طول روز به صورت تمام وقت ارائه می‌شوند، در حالی که دیگران به صورت نیمه وقت در طول شب انجام می‌شوند. گاهی اوقات یک دوره ممکن است در یک سال به علت تعداد نامناسب دانش آموزان کاهش یابد. مدارک تحصیلی ممکن است دیپلم فارغ‌التحصیل (PGD)، کارشناسی ارشد مهندسی (ME)، استاد فلسفه (M.Phil.) یا دکترا فلسفه (Ph.D.)، بسته به کیفیت و کمیت تحقیق / کار تکمیل شد
کارشناسی ارشد مطالعات و پژوهش‌های سازمان یافته توسط ادارات و همچنین زیر موسسات تخصصی.
- مؤسسه آبیاری و زهکشی مهندسی
- مؤسسه مهندسی محیط زیست و مدیریت
- مؤسسه نفت و گاز مهندسی
- مؤسسه فن آوری اطلاعات و ارتباطات
- مهران دانشگاه مؤسسه علوم و توسعه فناوری
- اداره پست-تحصیلات تکمیلی
- سیستم‌های کامپیوتری بخش

### USPCASW – آمریکا و پاکستان در مرکز مطالعات پیشرفته در آب
مرکز USPCASW - پاکستان مرکز مطالعات پیشرفته در آب، اخیراً در دانشگاه مهندسی و فناوری مهران (MUET) جامشورو، با حمایت مالی از اداره انکشاف بین‌المللی پاکستان تحت توافقنامه همکاری امضا شده آژانس توسعه بین‌المللی ایالات متحده در ۱۲ دسامبر ۲۰۱۴ برای مدت پنج سال.

### پژوهش
مهران دانشگاه منتشر کرده‌است که در سه‌ماهه Mehran دانشگاه مجله علمی پژوهشی فنی و مهندسی (MURJ) از ژانویه ۱۹۸۲; مجله است که انتزاعی در پاکستان تحقیقات علمی مرکز اطلاعات (PASTIC), اسلام‌آباد; National Transportation Research Board, ایالات متحده آمریکا؛ American Concrete Institute, ایالات متحده آمریکا؛ HRIS, ایالات متحده آمریکا؛ NTIS, ایالات متحده آمریکا؛ و INSPEC, انگلستان است.